# Расилон
Расилон (енгл. Rassilon) је измишљени лик у британској научнофантастичној телевизијској серији Доктор Ху. У позадини серије, он је био оснивач друштва Господара времена на планети Галифреј и његов први вођа, као Лорд Високи председник. Пошто је изворна телевизијска серија завршена 1989. године, Расилонов лик и историја су развијени у књигама и другим медијима.

## Историја лика
Унутар универзума телевизијске серије постоје многе контрадикторне легенде о Расилону. Познато је да је заједно са колегом Омегом развио технологију путовања кроз време која је у далекој прошлости учинила његов народ Временским господарима. Претпоставља се да је Омегу, звезданог инжењера, убила супернова која је створила црну рупу касније познату као Око склада, а Расилон је искористио језгро црне рупе да обезбеди енергију која покреће путовање кроз време. Расилон је тада преузео контролу над Галифрејем и постао први и до данас једини Господар високи председник, а његови наследници су преузели звања Господара председника. Званична историја каже да је био доброћудан владар који је мудро владао својим народом. Међутим, постоје и други извештаји који Расилона приказују као окрутног диктатора. Прво помињање Расилона је у серијалу Четвртог Доктора Смртоносни убица.
Расилонов допринос култури и друштву Господара времена био је огроман, а његово име одјекује и поштује се кроз историју Господара времена. Расилон Имприматур је име дато симбиотичном језгру ћелијских грађа Господара времена које им омогућава да издрже молекуларне секирације путовања кроз време и даје им везу са њиховим ТАРДИС времепловима.
Неколико других артефаката Господара времена названих по њему имају технолошку функцију, поред својих церемонијалних улога:
- Ешарпа Расилона омогућава носиоцу да буде у непосредној близини сингуларитета који је Око Хармоније, пружајући заштиту од гравитационих и енергетских сила Ока, и спречавајући да се носилац повуче преко хоризонта догађаја ухваћене црне рупе. Употреба крила на овај начин се наводи као регенеративно дејство на носиоца.
- Круна Расилона (или матрични круг) даје потпуни приступ Матрици, пружајући непосредну психичку везу са рачунарском мрежом која служи као складиште свих знања Господара времена и отисака њихових личности, снимљених у тренутку смрти у Појачану панатропску рачунарску (ППР) мрежу која је помоћни део саме Матрице.
- Кључ Расилона омогућава физички приступ Матрици за одржавање овог 'микро-универзума' спремишта знања Господара Времена. Збуњујуће, ово је посебан артефакт од такозваног Великог кључа Расилона који омогућава непосредно прислушкивање скоро неограничених енергија Ока склада и наводи се као витални саставни део демат пиштоља (оружја за масовно уништење). Такође је наговештено да је овај 'кључ' неопходан за приступ другим релативним величинама у времену у Најезди времена.
- Расилонов штап ( који се назива „Велики кључ“ у Књизи старог времена у Смртоносном убици) омогућава кориснику да физички приступи заштитном/контролном апарату самог Ока склада који је историјски био скривен испод Паноптикума централног подијума.
- Коронета Расилона даје кориснику могућност да појача и пројектује сопствену вољу да доминира над другима, али њена дејства могу бити поражена ако се препознају, усмереним отпором многих умова.
- Харфа Расилона је музички кључ који откључава тајну собу у одајама Високог савета. У овом скривеном одељку су биле контроле за Временску куглу — рудиментарну технологију „временског коридора“ која се користила вероватно пре него што је Расилон усавршио путовање кроз време након инсталације Ока склада на Галифреју.
- Прстен Расилона привидно даје бесмртност носиоцу, али је наизглед повезан само са Расилоновим ДНК тако да је сваки други заплени артефакт закључан у вечном затвору као рељеф у камену на Расилоновом одру.
- Црни свици Расилона су пергаментни списи који садрже забрањено знање из Мрачног времена који нису забележени у Матрици.

Расилону се такође приписује, на различите начине, ТАРДИС технологија, ваљаност живог метала и супер-оружја и одбрамбено поље квантне силе и трансдукционе баријере које су штитиле Галифреј. Колико је то истина, а колико пропаганда није сигурно. Међутим, утврђено је да ТАРДИС црпи своју моћ првенствено из Ока склада.
Гробница или кула Расилона, позната и као Мрачна кула, налази се усред Области смрти — разорене, неплодне равнице — на Галифреју. Област смрти је коришћена, у раздобљу Галифрејеве историје познатом као Мрачно време, као арена која је супротстављала ратнике различитих ванземаљских врста и времена (заробљене употребом уређаја званог Временска кугла) једни против других у гладијаторским играма, иако Други Доктор каже бригадиру да је Расилон прекинуо игре (Пет Доктора (1983.)). Причало се да су Расилона који је живео у то време збацили Господари времена који су се побунили против његове владавине. Такође се тврдило да је Расилон открио тајну бесмртности и да је још увек жив у Кули, спавајући. Потрага да се дође до Расилонове гробнице и тајне, блокирана низом смртоносних препрека, назива се "Игра Расилона".

### Пет Доктора
У Пет Доктора, Господар председник Боруса жели Расилонову тајну за себе, описујући Расилонову бесмртност као „вечну телесну регенерацију“. Боруса користи Временску куглу да пребаци Доктора у већини његових инкарнација (заједно са разним сапутницима) у област смрти, користећи их да очисти пут до Куле. Први Доктор је рекао загонетку „Ово је игра Расилона. Изгубити значи победити и онај ко победи изгубиће“ да је Игра била замка да се отарасимо Господара времена који би могли бити опасност за њихов род. Боруси је дата бесмртност тако што је претварен у живи кип. Расилон је потом вратио прва три Доктора на своја права места у времену и простору и ослободио Четвртог Доктора из временског вртлога у којем је био заробљен. У тој причи, Расилон (којег игра Ричард Метјус) појављује се као бестелесна слика која лебди изнад сопственог гроба, али природа ове појаве није објашњена.
Људи са великим учешћем у телевизијској серији Доктор Ху, Доктор Ху који издваја медије и Часопис Доктор Ху, када су их питали у „Есенцији” Часописа Доктор Ху, били су подијељени око тога да ли је слика Расилона која се види у Пет Доктора заправо жива или вештачка интелигенција или ако је икада умро пре Пет Доктора. Према уреднику ЧДХ-а Тому Спилсбурију, раније му није пало на памет да је он нешто друго осим да је жив и да би се „могло свести на семантику шта значи бити жив“. Сценариста Доктора Хуа, Гарет Робертс, веровао је да је Расилон мртав и да је лице које се појављује „паметна вештачка интелигенција”. Главни сценариста и извршни продуцент Расел Т. Дејвис веровао је да је Расилон „очигледно жив“, а његово велико лице у причи је „пројекција из Матрице. Ментални живот који се протеже даље од смрти тела“. Сценариста огранка Џорџ Ман веровао је да је Расилон мртав, али Господари времена су смислили начин да „васкрсну мртве људе у изузетним околностима“, радећи „нешто ужасно и правовремено мутно“. Сценаристкиња огранка и колумнисткиња ЧДХ-а Џеклин Рајнер описала је његово стање као „трајан сан који се прилично не разликује од смрти“ и да је „он је бесмртан, али нема свест“ и када се покренула замка унутар Гробнице Расилона, „постаје полусвестан како би могао да надгледа или процени шта се дешава пре него што се поново врати у свој вечни сан“. Заменик уредника ЧДХ-а Питер Вер веровао је да је Расилон мртав у време Пет Доктора, а његов мртви ум говори од Матрице до Доктора и Борусе. Он помиње реченицу из епизоде „Ђаволски упоран“ (2015) — „Расилон васкрсли“, као додатни доказ да је умро. Сценариста Марк Гетис из Доктора Хуа је рекао да Расилон „чека своје време док се не регенерише у [глумца] Данијела Крејга”. Главни сценариста и извршни продуцент Стивен Мофат, који је такође написао епизоду „Ђаволски упоран“, схватио је да је Расилон „жив, али у 'вечном сну', пошто је устао из вечног сна да учествује у Временском рату” и да је убијен. И васкрсао је јер се то много дешавало у временском рату. Према речима сценаристе Теренса Дикса који је написао Пет Доктора, Расилон је „отишао на виши ниво где је добронамерно биће које може, ако осећа да је у питању довољно велика криза, да интервенише“.

### Оживљена серија
Расилон (кога га је тумачио Тимоти Долтон) појављује се као зликовачки мозак у епизоди „Крај времена”, дводелној завршници низа специјала из 2009. године. Иако га Десети Доктор помиње по имену, Долтон је потписан као „Приповедач / Лорд председник”, а Расел Т. Дејвис потврђује његово име у епизоди серијала Доктор Ху: Поверљиво.
Током Временског рата, Расилон је постао немилосрдан и одлучан да избегне смрт по сваку цену, мотивишући своје формулисање „Коначне казне” која би уништила сва створења, уздижући себе и Господаре времена у бића чисте свести. Доктор у својој инкарнацији Ратног Доктора је сазнао за ово и одлучио да оконча рат користећи галифрејско супер-оружје познато као „Моменат”. Са дешифрованим пророчанством да ће Доктор уништити Галифреј како би окончао Временски рат, рекао му је да ће умрети тог дана, а Расилон одбија да прихвати своју судбину и убија свог саветника јер је говорио против његових планова.
Очекујући Галифрејево потпуно уништење у „Крају времена” (2009–10), Расилон је покушао да избаци планету из Временске браве примењене у последњим фазама Временског рата како би блокирао креативне нападе међу којима је и путовање кроз време, постављајући бубњеве (заправо откуцаји срца галифрејских близанаца) у уму Господара када је био мали. Због тога је Расилон узрок Господаревог лудила и посредно одговоран за поступке Господара времена. Када је Господар претворио цело човечанство у копије себе, сада појачани ритам бубњева делује као сигнал који, са драгуљем Беле тачке (драгуљем јединственом за планету Галифреј), омогућава Расилону и Галифреју да побегну из Временске браве. Уништавајући Звезду Беле тачке, Доктор прекида везу између Галифреја и Земље. Расилонове покушаје да убије Доктора из освете блокира Господар, жељан освете због његове обмане од стране Расилона, који затим прати њега и друге Господаре времена до последњег дана Временског рата.
У „Дану Доктора” (2013), откривено је да Господари времена нису уништени по завршетку Временског рата. Све инкарнације Доктора су се ујединиле и искористиле своје ТАРДИС-е да пошаљу Галифреј у џепни свемир. У епизоди „Ђаволски упоран” (2015), Дванаести Доктор стиже на Галифреј и сазнаје да је регенерисани Расилон одговоран за његово затварање и мучење четири и по милијарде година, као и посредно одговоран за смрт његове сапутнице Кларе. По доласку на Галифреј, он предводи војну побуну против Расилона, свргава га и шаље у изгнанство. Од Тимотија Долтона је затражено да понови улогу у овој епизоди, али га је заменио Доналд Самптер као регенерисани Расилон, јер није био недоступан за снимање.

## Друга појављивања
Расилонов успон на моћ истражен је у роману Нових невиних пустоловина Мачја колевка: Временски крусибл. У роману се открива да је древном Галифрејом владала Питија, која је контролисала становништво кроз пророчанства и сујеверје. Расилон, чији су следбеници веровали у науку и разумност, повео је револуцију против Питије, што је на крају довело до тога да се убије и пошаље своје следбенике на планету Карн. Међутим, пре него што је умрла, проклела је Расилона и све будуће Господаре времена на стерилност. Расилонова нерођена ћерка је била једна од смрти. У каснијим Новим пустоловинама упознајемо се са концептом генетских Разбоја од којих су створени нови Господари Времена. Ово доводи до тога да Расилон постаје део владајућег тријумвирата са Омегом и тајанственом фигуром званом Други. Заједно су обновили Галифреј и поново уредили универзум по разумним и научним линијама, забранивши сујеверје и протерајући чаролију. Каснији роман Лангбароу показује како Расилон постаје све тиранији и насилно слама отпор његовим реформама, што на крају доводи до тога да Други раскине с њим и баци се у генетске разбоје, што је довело до његове касније привидне реинкарнације у Доктора.
У последње три приче Алана Мура у емисији Месечњак Доктор Ху виђен је први Временски рат у историји Господара времена, где Ред Црног Сунца врши превентивни удар на огледе Галифрејанаца са путовањем кроз време. У првој причи, Звезда смрти (Часопис Доктор Ху #47), приказано је како Расилон добија опрему за контролу путовања кроз време захваљујући неуспелом почетном нападу. У стриповима ЧДХ-а, Расилон је приказан у Матрици као део савета „Виших еволуционара“ који делују као чувари времена (Плима времена (2. део), ЧДХ #62, између осталих).
У аудио драмама Доктор Ху у продукцији "Big Finish", Расилону глас даје Дон Варингтон. Показано је да он и даље постоји у Матрици. Према аудио драмама, Расилон је развио моћ регенерације од вампира који су очигледно били мирни све док их Господари времена нису напали. Он претвара Доктора у свог убицу – биће чистог против-времена које се представља као Загреј – да би победио Дивергенте, род који би еволуирала да надмаши Господаре времена да је стварност напредовала како је требало, само за његове планове да пропадне када Доктор изјави да не убија, а Загреј одбије да буде Расилонова марионета.
На крају Загреја, Доктор је прогнан у универзум Дивергента, пошто је претходно бацио Расилона у ту стварност да оконча своје поступке, али не може да се врати у свој универзум јер је још увек био контаминиран против-времем. Он на крају проналази Расилона у том универзуму и открива да је обмануо ентитетом званим Кро'Ка да би посматрао и контролисао поступке Доктора и Чарли. На крају догађаја „Следећег живота“, Доктор и његови сапутници беже из безвременског дивергентног универзума — Расилон је претходно филтрирао Загрејеве енергије из Доктора по његовом доласку у овај универзум без Докторовог знања — али Расилон и Кро'Ка остају заробљени у сталној петљи.
Рассилоново следеће аудио појављивање долази у Очајним мерама, чиме се завршава девети огранак серијал Галифреја продукције "Big Finish". Током Временског рата, Господар времена Валеријан (Дејвид Сибли) постаје домаћин преко кога Расилон васкрсава да води Галифреј. Ови догађаји ће довести до десетог серијала огранка у којој ће улогу играти Теренс Хардимен. Ова сезона се завршава тако што Романа покушава да организује атентат како би зауставила његову диктатуру, завршавајући тако што Расилон почиње да се регенерише. Серијал се завршио неуспешно док он користи своју регенерацију као прилику за пропаганду.
У Доктор Ху: Пустоловне игре, Расилонова коначна казна се помиње када је Ејми Понд погледала штап господара времена који је Једанаести Доктор држао у својој радној соби.
Расилон се појављује у роману Ратног Доктора Мотори рата Џорџа Мана који се бави догађајима који су довели до одлуке Ратног Доктора да искористи Тренутак, укључујући и откриће да је Расилон васкрсао Борусу као покретач могућности да му помогне да одлучи шта ће предузети током рата.
Расилон се враћа у Галифреј у причи о догађају са више доктора стрипоа "Титан" 2016. Надмоћ Киберљуди која приказује последње Киберљуде на крају универзума како формирају савез са Расилоном са циљем освајања Галифреја и коришћења енергије Господара времена за регенерацију универзума у једну под Кибер контролом. Иако Расилонов увид омогућава Киберљудима да освоје историју и поразе све претходне Докторе, Дванаести Доктор је успео да убеди Расилона да му помогне пошто Киберљуди издају Расилона, њих двојица окрећу опрему Киберљуди против њих тако да се универзум „регенерише” до тачке пре него што су Киберљуди освојили Галифреј. Иако је Дванаести Доктор једини приказан да се сећа ових догађаја, приказан је како нагађа да се Расилон такође сећа ужаса онога што је урадио.
У следећем специјалу стрипова "Титан" Изгубљена величина, Једанаести Доктор се накратко случајно вратио у древни Галифреј где помаже Расилону у пробном лету првог ТАРДИС-а.